# 大野一
大野 一（おおの はじめ）は、日本の翻訳家。外資系企業に勤務するかたわら、翻訳に従事している。

## 訳書
- 『最強の経済学者 ミルトン・フリードマン』（ラニー・エーベンシュタイン、日経BP社） 2008年
- 『代議士の誕生』（ジェラルド・カーティス、山岡清二共訳、日経BPクラシックス） 2009年
- 『経済史の構造と変化』（ダグラス・C・ノース、日経BPクラシックス） 2013年
- 『赤字の民主主義 ケインズが遺したもの』（ジェームズ・M・ブキャナン,リチャード・E・ワグナー、日経BPクラシックス） 2014年
- 『資本主義、社会主義、民主主義』全2巻（シュンペーター、日経BPクラシックス） 2016年
- 『情報経済の鉄則 ネットワーク型経済を生き抜くための戦略ガイド』（カール・シャピロ,ハル・ヴァリアン、日経BPクラシックス） 2018年
- 『テクノロジーの世界経済史 ビル・ゲイツのパラドックス』（カール・B・フレイ、村井章子共訳、日経BP社） 2020年
- 『雇用、金利、通貨の一般理論』（ケインズ、日経BPクラシックス） 2021年

| スタブアイコン | サブスタブ | この項目は、まだ閲覧者の調べものの参照としては役立たない、文人（小説家・詩人・歌人・俳人・作詞家・作家・放送作家・随筆家（コラムニスト）・文芸評論家）に関連した書きかけの項目です。この項目を加筆・訂正などしてくださる協力者を求めています（P:文学/PJ:作家）。 |